# Lesbos (Sohn des Lapithes)
Lesbos, griechisch Λέσβος, Lésbos, lateinisch und deutsch auch Lesbus, ist eine Gestalt der griechischen Mythologie und gehört zum sagenhaften Volksstamm der Lapithen. Er gab der Insel Lesbos den Namen. Hauptquelle ist der antike Autor Diodor.

## Mythos
Diodor legt eine lange Ahnenreihe vor mit göttlicher Abstammung: „Um diese Zeit (als Makareus Lesbos in Besitz nahm) führte Lesbos, der Sohn des Lapithes, Enkel des Aiolos (Hippotades) und Urenkel (eines noch älteren) Aiolos  , Ansiedler auf die vorhin genannte Insel (Lesbos) und erhielt Methymna, die Tochter des Makareus, zur Ehe und Teil an dem Besitz des Landes. Er wurde ein angesehener Mann, und man hieß nach ihm die Insel Lesbos und die Einwohner Lesbier.“
Lesbos' Abstammungsmythos endet also mit einer Hochzeit und einer Landnahme, als Eponymos lebt er im Namen der Insel weiter. Sonst wird von ihm nichts überliefert und er bleibt ein kleiner Baustein innerhalb der Familiengeschichte von berühmteren und bekannteren Aioliden.